# Vilaflor de Chasna
Vilaflor de Chasna é um município da ilha de Tenerife, província de Santa Cruz de Tenerife, comunidade autónoma das Canárias, Espanha. Tem 56,26 km² de área e em 2021 tinha 1 789 habitantes (densidade: 31,8 hab./km²).

## Demografia
| Variação demográfica do município entre 1991 e 2004[carece de fontes?] | Variação demográfica do município entre 1991 e 2004[carece de fontes?] | Variação demográfica do município entre 1991 e 2004[carece de fontes?] | Variação demográfica do município entre 1991 e 2004[carece de fontes?] |
| ---------------------------------------------------------------------- | ---------------------------------------------------------------------- | ---------------------------------------------------------------------- | ---------------------------------------------------------------------- |
| 1991                                                                   | 1996                                                                   | 2001                                                                   | 2004                                                                   |
| 1543                                                                   | 1616                                                                   | 1718                                                                   | 1895                                                                   |

## Personalidades
- Pedro de Betancur (1626-1667), primeiro santo das ilhas Canárias e missionário na Guatemala.